# Karl Rechbauer

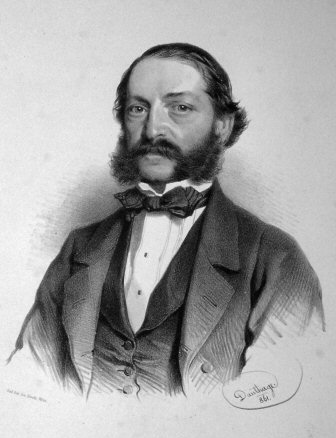
Karl Rechbauer, Lithographie von Adolf Dauthage, 1861.

Karl Rechbauer (* 6. Januar 1815 in Graz; † 12. Januar 1889 ebenda) war ein österreichischer Jurist und linksliberaler Politiker. Er war von 1861 bis 1885 Abgeordneter zum Reichsrat und 1873 bis 1879 Präsident des Abgeordnetenhauses.

## Ausbildung, Beruf und Familie
Rechbauer besuchte das Akademische Gymnasium Graz und studierte von 1833 bis 1837 Rechtswissenschaft an der Universität Graz, wo er 1839 zum Dr. iur. promoviert wurde. Nach einer Tätigkeit als Konzeptspraktikant an der Kammerprokuratur in Graz wurde er 1845 oder 1846 zum Hof- und Gerichtsadvokaten ernannt. In diesem Beruf praktizierte er bis 1881, in den Jahren 1871 bis 1879 war er Präsident der Grazer Advokatenkammer.
Daneben engagierte er sich im Musikverein für Steiermark, war 1842–1848 dessen Sekretär, anschließend Mitglied des Leitungsausschusses. Im Grazer Männergesangsverein war er Obmann. Rechbauer war von 1854 bis 1862 einer der Direktoren und danach bis 1868 Kurator der Steiermärkischen Sparkasse.
Ab 1848 war Karl Rechbauer mit Gabriele Schweighofer verheiratet, der Tochter eines k. k. Finanzprokurators und Gubernialrats. Das Paar hatte keine Kinder.

## Politische Karriere

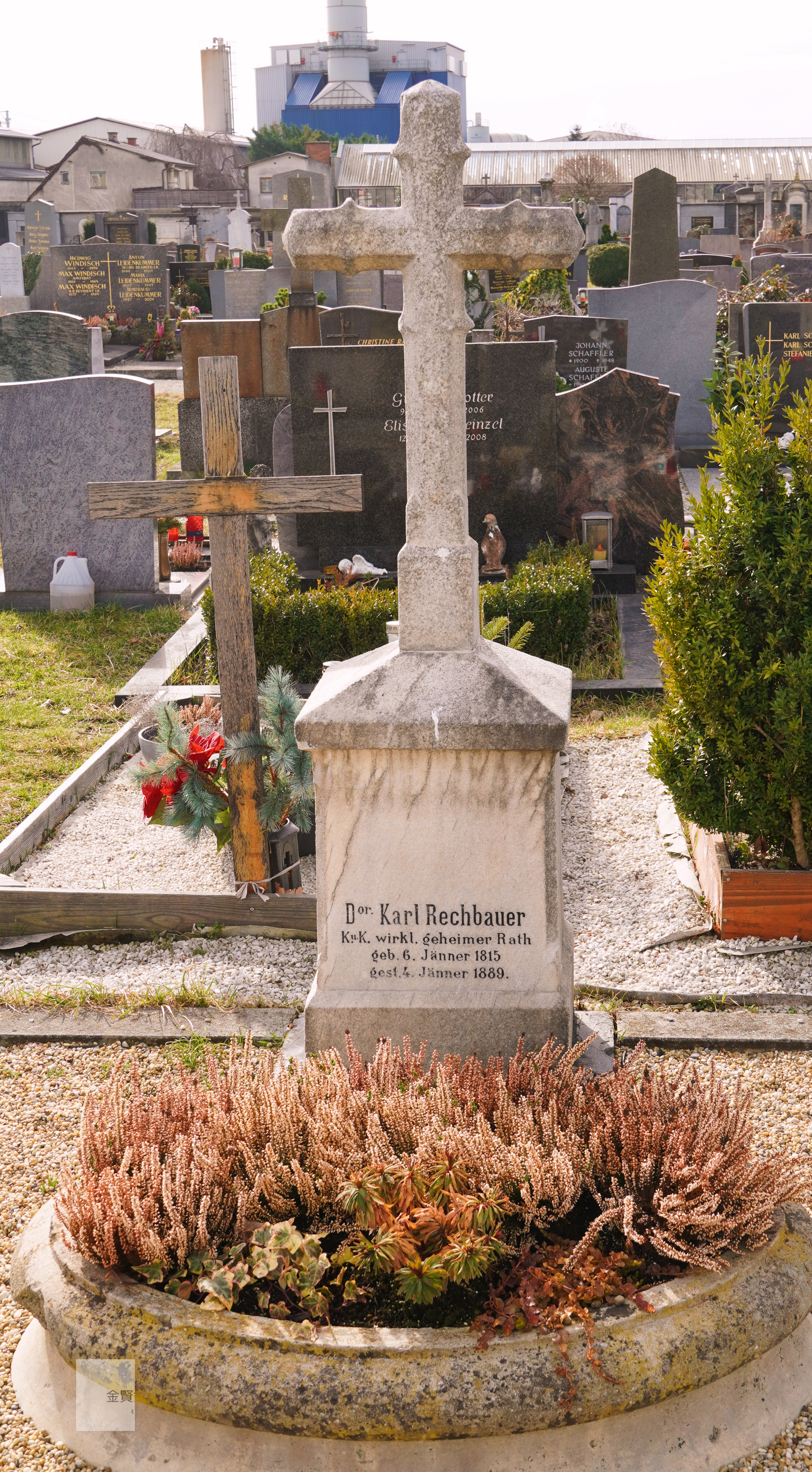
Grabstein von Karl Rechbauer auf dem Steinfeldfriedhof in Graz

Im Revolutionsjahr 1848 war Rechbauer Obmann des konstitutionellen Vereins in Graz und wurde im November desselben Jahres in den provisorischen steiermärkischen Landtag gewählt, der nach dem Scheitern der Revolution wieder aufgelöst wurde. 1850–1854 und 1861–1868 gehörte er dem Gemeinderat von Graz an.
Nach Inkrafttreten des Februarpatents und damit dem Beginn der konstitutionellen Ära wurde er erneut 1861 in den Landtag von Steiermark gewählt, der ihn im selben Jahr als Vertreter der Stadt Graz ins Abgeordnetenhaus des Reichsrates in Wien entsandte. In den 1860er-Jahren wirkte Rechbauer als führender Vertreter der aus einem Teil der Deutschliberalen Partei hervorgegangenen Autonomistenpartei. Er trat für möglichst weitgehende Autonomie der Länder ein, auf dem Boden der gegebenen Verfassung. Er gehörte zu den Protagonisten der Aussöhnung mit dem ungarischen Reichsteil der Donaumonarchie.
Nach der Wiedervereinigung des autonomistischen mit dem unionistischen Flügel der Liberalen gehörte er 1867 dem Herbst-Kaiserfeld’schen Klub an, war von Oktober 1867 bis Februar 1868 Obmann im Klub der Linken und nach dessen Fusion mit dem Klub der Liberalen im Herbst 1868 Obmann des vereinten „Klubs der neuen Linken“. Das konstitutionell-liberale „Bürgerministerium“, das nach dem Inkrafttreten der Dezemberverfassung 1867 bis Frühjahr 1870 regierte, unterstützte er nur teilweise, weil er weitergehende fortschrittliche Ziele (Umwandlung des Herrenhauses, Revision des Konkordats, Einführung eines Milizsystems) verfolgte. Ministerpräsident Alfred Józef Potocki bot Rechbauer 1870 einen Posten in seiner Regierung an, die Verhandlungen darüber scheiterten jedoch an inhaltlichen Differenzen. Nach einer erneuten Spaltung des deutschliberalen Lagers 1871 gehörte Rechbauer als prominenter Wortführer des „jungen“ Flügels zum „Klub der äußersten Linken“. Anfang 1872 schlossen sich die verschiedenen liberalen Fraktionen wieder zum Klub der Verfassungspartei zusammen.
Nachdem 1873 das Abgeordnetenhaus erstmals direkt von den wahlberechtigten (d. h. ausreichend vermögenden, männlichen) Bürgern gewählt wurde, vertrat Rechbauer den Bezirk der Grazer Inneren Stadt. Im November 1873 wurde er zum Präsidenten des Abgeordnetenhauses gewählt – womit er als Anführer der Linksliberalen „neutralisiert“ war – und blieb dies bis zum Ende der Legislaturperiode im Mai 1879. Obwohl er in dieser Zeit formell fraktionslos blieb, unterzeichnete er das Programm des 1873 gebildeten Fortschrittsklubs. Ab 1879 gehörte er dem Abgeordnetenhaus wieder als einfaches Mitglied an und saß im Klub der Vereinigten Fortschrittspartei. Dieser vereinigte sich – in der Opposition gegen die konservative Regierung Eduard Taaffes – 1881 unter maßgeblicher Beteiligung Rechbauers wieder mit dem „altliberalen“ Klub der Linken zur Vereinigten Linken. Er gehörte dem Parlament noch bis 1885 an.
Seine Heimatstadt Graz ernannte Karl Rechbauer 1867 zum Ehrenbürger. Noch zu seinen Lebzeiten wurde 1870 eine Straße in Graz nach ihm benannt.